# 7788 Tsukuba
7788 Tsukuba eller 1994 XS är en asteroid i huvudbältet som upptäcktes den 5 december 1994 av den japanska astronomen Akimasa Nakamura vid Kuma Kogen-observatoriet. Den är uppkallad efter den japanska staden Tsukuba.
Asteroiden har en diameter på ungefär 10 kilometer.